# Rainer Aigner
Rainer Aigner (* 4. September 1967 in Eggenfelden) ist ein ehemaliger deutscher Fußballspieler. 

## Karriere
Mit 17 Jahren verließ Aigner seinen Jugendverein SSV Wurmannsquick aus dem niederbayrischen Landkreis Rottal-Inn und wechselte in die Jugendabteilung des TSV 1860 München zu den A-Junioren. Mit 18 Jahren rückte er in die erste Mannschaft auf und bestritt in vier Spielzeiten, bis Saisonende 1989, 80 Oberligaspiele in der drittklassigen Amateur-Oberliga Bayern und erzielte vier Tore.
Anschließend wechselte er zum Stadtrivalen FC Bayern München und bestritt in zwei Spielzeiten 50 Oberligaspiele und erzielte zwei Tore für deren Amateurmannschaft. 1990 gewann er mit der Auswahlmannschaft des Bayerischen Landesverbandes den Länderpokal gegen die Auswahlmannschaft des Hessischen Landesverbandes. 
Zur Saison 1990/91 rückte Aigner in die Profi-Mannschaft auf und bestritt unter Trainer Jupp Heynckes am 25. Mai 1991 (31. Spieltag), beim 7:3-Sieg im Heimspiel gegen Hertha BSC über 90 Minuten sein einziges Bundesligaspiel für die Bayern.
Zur Saison 1991/92 wechselte er zum Ligakonkurrenten Fortuna Düsseldorf, absolvierte 16 
Bundesligaspiele und stieg am Saisonende als 20. und Tabellenletzter in die 2. Bundesliga ab. Sein erstes Profitor in 34 Zweitligaspielen gelang ihm am 5. Dezember 1992 (24. Spieltag) beim 2:1-Sieg im Auswärtsspiel gegen den Chemnitzer FC mit dem Siegtreffer in der 24. Minute.
Seine Profikarriere endete am 6. Juni 1993 (46. Spieltag) mit der 1:2-Niederlage im Heimspiel gegen den VfL Wolfsburg und dem Abstieg in die Oberliga Nordrhein. In dieser absolvierte er die Saison 1993/94 ebenfalls für die Düsseldorfer und trug mit drei Toren in 29 Ligaspielen zur Oberligameisterschaft und zum Aufstieg in die 2. Bundesliga bei.
Danach war er noch drei Spielzeiten, bis 1997, erneut für die Amateure der Bayern, nun in der Regionalliga Süd, aktiv. Nach einer letzten Saison für die Fußballabteilung des SC Baldham-Vaterstetten beendete er 1998 endgültig seine Fußballerkarriere.

## Sonstiges
Nach seiner aktiven Karriere arbeitete Aigner als Motivationstrainer für Führungspersönlichkeiten.

## Erfolge
- Länderpokal-Sieger 1990